# NGC 4173
NGC 4173 est une galaxie spirale magellanique située dans la constellation de la Chevelure de Bérénice. NGC 4173 a été découverte par l'astronome germano-britannique William Herschel en 1785.

## Caractéristiques
La classe de luminosité de NGC 4173 est IV et elle présente une large raie HI.

### Distance
Sa vitesse par rapport au fond diffus cosmologique est de 1 407 ± 21 km/s, ce qui correspond à une distance de Hubble de 20,76 ± 1,48 Mpc (∼67,7 millions d'al).
À ce jour, neuf mesures non basées sur le décalage vers le rouge (redshift) donnent une distance de 10,204 ± 2,935 Mpc (∼33,3 millions d'al), ce qui est nettement à l'extérieur des valeurs de la distance de Hubble. Cependant, cette galaxie est relativement rapprochée du Groupe local. On obtient souvent des distances assez différentes pour les galaxies rapprochées en se basant sur le décalage en raison du mouvement propre de ces galaxies dans le groupe où l'amas où elles sont situées. Notons que c'est avec la valeur moyenne des mesures indépendantes, lorsqu'elles existent, que la base de données NASA/IPAC calcule le diamètre d'une galaxie.

### Brillance de surface
En raison d'une brillance de surface égale à 14,36 mag/am2, on peut qualifier NGC 4173 de galaxie à faible brillance de surface (LSB en anglais pour low surface brightness). Les galaxies LSB sont des galaxies diffuses (D) avec une brillance de surface inférieure de moins d'une magnitude à celle du ciel nocturne ambiant.

## Groupe compact de Hickson 61

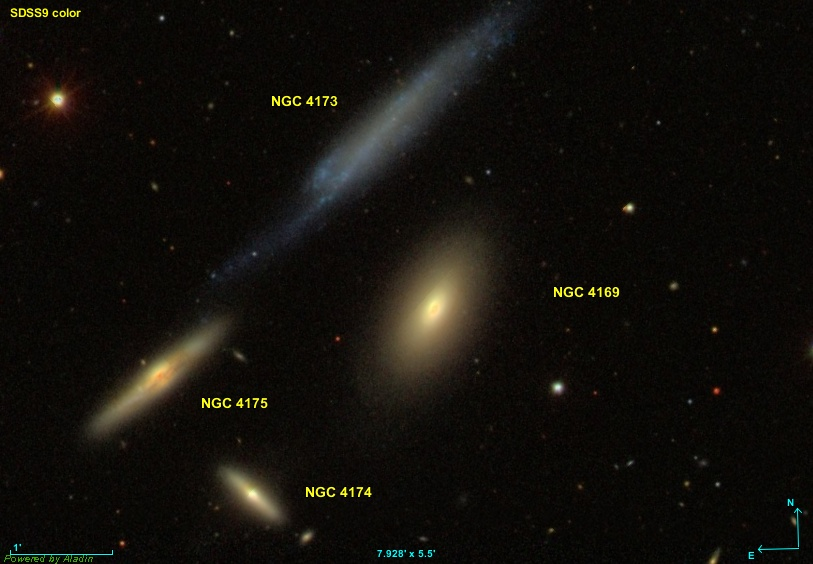
« The Box », le groupe compact de Hickson 61.

Avec les galaxies NGC 4169 (HGC 61A), NGC 4174 (HGC 61D) et NGC 4175 (HGC 61C), NGC 4173 forment le groupe compact de Hickson 61. On donne aussi le nom de « The Box » à ce groupe.
Trois galaxies de ce quatuor (NGC 4169, NGC 4174 et NGC 4175) font partie du groupe de NGC 4185. L'autre galaxie, NGC 4173, fait partie d'un autre groupe, celui de NGC 4274.

## Groupe de NGC 4274
Selon A.M. Garcia, la galaxie NGC 4173 fait partie d'un groupe de galaxies qui compte au moins 19 membres, le groupe de NGC 4274. Les autres membres du New General Catalogue du groupe sont NGC 4020, NGC 4062, NGC 4136, NGC 4203, NGC 4245, NGC 4251, NGC 4274, NGC 4278, NGC 4283, NGC 4310, NGC 4314, NGC 4359, NGC 4414, NGC 4509 et NGC 4525.
D'autre part, sept des galaxies de ce groupe (NGC 4245, NGC 4251, NGC 4274, NGC 4218, NGC4283, NGC 4310 et NGC 4314) font partie d'une autre groupe décrit dans un article publié en 1998 par Abraham Mahtessian.
Il s'agit du groupe de NGC 4725, la galaxie la plus brillante de ce groupe qui compte 16 membres. Certaines galaxies du groupe de NGC 4725 font partie d'autres groupes décrits dans l'article de Garcia. Les frontières entre les groupes ne sont pas clairement établies et dépendent des critères de proximité utilisés par les auteurs.